# Lozenets (Jambol)
Lozenets (Bulgaars: Лозенец) is een dorp in Bulgarije. Het dorp is gelegen in de gemeente Straldzja, oblast Jambol. Het dorp ligt 23 km ten noordoosten van Jambol en 276 km ten zuidoosten van Sofia.

## Bevolking
Het dorp Lozenets telde op 31 december 2020 637 inwoners, een lichte stijging ten opzichte van de officiële volkstelling van 2011, maar een daling ten opzichte van het maximum van 1.562 in 1946.
|  |

Van de 616 inwoners reageerden er 614 op de optionele volkstelling van februari 2011. Van deze 614 respondenten identificeerden 327 personen zichzelf als etnische Roma (53,3%), gevolgd door 276 Bulgaren (45%), 10 Turken (1,6%) en 1 overige respondent (0,1%).
| Etnische samenstelling van de respondenten (2011) | Etnische samenstelling van de respondenten (2011) | Etnische samenstelling van de respondenten (2011) | Etnische samenstelling van de respondenten (2011) | Etnische samenstelling van de respondenten (2011) |
| ------------------------------------------------- | ------------------------------------------------- | ------------------------------------------------- | ------------------------------------------------- | ------------------------------------------------- |
|                                                   |                                                   |                                                   |                                                   |                                                   |
| Bulgaren                                          | Bulgaren                                          |                                                   | 45,0%                                             | 45,0%                                             |
| Turken                                            | Turken                                            |                                                   | 1,6%                                              | 1,6%                                              |
| Roma                                              | Roma                                              |                                                   | 53,3%                                             | 53,3%                                             |
| Anders/Onbekend                                   | Anders/Onbekend                                   |                                                   | 0,1%                                              | 0,1%                                              |